# En lille tilfældighed
En lille tilfældighed er en dansk film fra 1939. Den er skrevet af Mogens Skot-Hansen og filmens instruktør Johan Jacobsen. Forvekslingslystspil med musikalsk medvirken af blandt andre Kai Ewans' orkester og Svend Asmussens swingband.

## Medvirkende
- Chr. Arhoff
- Ib Schønberg
- Karen Lykkehus
- Erling Schroeder
- Sigrid Horne-Rasmussen
- Johannes Meyer
- Svend Bille
- Sigurd Langberg
- Carl Viggo Meincke
- Aage Redal
- Edvin Tiemroth
- Helge Kjærulff-Schmidt
- Gunnar Lemvigh
- Svend Asmussen

## Handling
Den unge visesanger Peter Jespersen er kommet hjem fra udlandet og står nu uden engagement. Han henvender sig til direktør Andresen fra Alhambrateatret, men bliver afvist, og Peter forstår af samtalen, at det vil være vigtigt for ham at få en impresario, der kan ordne det forretningsmæssige for ham. Han henvender sig til teateragenterne Bang og Mathisen, hvis motto er: "Har De talentet, skaffer vi kontrakten".